# Institut français du Nigeria
L'Institut français du Nigéria (IFN) fait partie du réseau mondial des instituts français. L'antenne unique est située à Abuja, la capitale du pays.

## Historique
Créé en 1999 sous l’appellation "Centre culturel français du Nigeria", l'Institut français est depuis 2009 installé au cœur d’Abuja, dans le quartier central de Wuse 2.
C’est en 2011 qu’il prend officiellement l’appellation d’Institut français du Nigeria (IFN), dans le cadre d’une réforme mondiale du réseau culturel et de coopération du Ministère français des Affaires étrangères et européennes initiée par la loi du 27 juillet 2010, en remplacement des activités culturelles françaises qui étaient jusque-là réunies au sein de l'association Culturesfrance.
Cette réorganisation a apporté une meilleure unité et une plus grande simplicité de gestion. Les services de coopération universitaire, éducative, linguistique et culturelle de l’Ambassade de France ont ainsi fusionné pour devenir l’Institut français du Nigéria. Ils entretiennent des liens étroits avec le Consulat général ainsi que le bureau de l'Alliance française du pays et les autorités nationales et locales.

## Rôle éducatif
Le but premier de l'Institut est de proposer des cours, formations et examens de français à un public aussi large que possible. Ainsi, l'institut compte chaque année plus de 2000 élèves: enfants, étudiants comme professionnels. L'IFN est aussi accrédité pour faire passer et délivrer différentes certifications internationales, comme: le DELF, le DALF, le TCF, le DELF Prim, le DELF Junior, et le TCF Québec.

## Activités culturelles
Le centre culturel de l'institut participe à la scène culturelle locale, en créant des centaines d'évènements annuels à visée nationale, régionale ou locale, selon les projets. L'IFN participe également à des évènements externes, dans le cadre de la promotion de la culture et des échanges entre la France et le Nigéria, et développe des partenariats avec d'autres entités gouvernementales ou non-gouvernementales.
En plus de l'organisation d'évènements, l'institut offre des cours réguliers de piano, de guitare, de chant, de danse, ainsi que des classes de théâtre et d'arts plastiques.

## Informations complémentaires
L'Institut abrite une médiathèque disposant de 1 000 documentsfrancophones accessibles au grand public, ainsi que d'une culturethèque en ligne proposant quelques milliers de documents supplémentaires.